# 安居剣一郎
安居 剣一郎（やすい けんいちろう、1981年3月2日 - ）は、日本の俳優である。神奈川県出身。身長175cm。A-team(エーチーム)→MILLENNIUM PRO→グランパパプロダクション所属。

## 人物・略歴
- 小学校から高校まで陸上部に所属していた。
- 2000年、第13回ジュノン・スーパーボーイ・コンテストで準グランプリを受賞。
- 2001年、テレビドラマ「新・お水の花道」で俳優デビュー。
- 趣味は映画鑑賞、カメラ、バイク、ツーリング、旅行。2005年5月に自らツーリングチームを作った。また、格闘技、NBA、テニス、等スポーツ観戦も趣味の一つであるが、総じてWOWOWでの鑑賞が多いため、本人曰く「WOWOW鑑賞」が趣味。
- 愛犬はポメラニアン。名は「松風」。安居は「一夢庵風流記」のファンであり、前田利益（前田慶次郎）の愛馬から名前を取った。
- 尊敬する俳優は、ロバート・デ・ニーロ、ジャック・ニコルソン、若山富三郎、勝新太郎、三船敏郎。

## 出演

### テレビドラマ
- 新・お水の花道（2001年・フジテレビ）
- ファイティングガール（2001年・フジテレビ）
- レッツ・ゴー!永田町（2001年・日本テレビ）
- 温かなお皿（2001年・フジテレビ）
- だめんず・うぉ〜か〜（2002年・日本テレビ）
- 夢のカリフォルニア（2002年・TBS）
- 天体観測（2002年・フジテレビ）
- よい子の味方 〜新米保育士物語〜（2003年・日本テレビ） - 斎藤直樹 役
- 新・夜逃げ屋本舗（2003年・日本テレビ） - 千石博之 役
- エ・アロール（2003年・TBS） - 藤谷智哉 役
- ファンタズマ〜呪いの館〜（2004年・テレビ東京）
- 恋するハニカミ!（2005年、2006年・TBS）
- プロポーズ 〜世界で一番しあわせな言葉〜 episode2（2005年・日本テレビ）
- クライマーズ・ハイ（2005年・NHK）
- 7人の女弁護士 第7話（2006年・テレビ朝日） - 片山隆二 役
- 戦国自衛隊・関ヶ原の戦い 前編（2006年・日本テレビ）
- 恋人未満（2006年・テレビ朝日）
- 弁護士のくず（2006年・TBS）
- アンテナ22特別版特別ドラマスペシャル 総理大臣小泉純一郎（2006年・日本テレビ） - 杉山順次 役
- 水曜ミステリー9「ハマの子宝先生 24時殺意の産声」（2006年・テレビ東京）
- 火曜ドラマゴールド バカラ 疑惑のIT株長者に賭けた女（2006年・日本テレビ）
- 4姉妹探偵団 第2話（2008年1月） - 小西栄一 役
- テレビ朝日50周年ドラマスペシャル 警官の血（2009年2月8日・テレビ朝日）
- 赤かぶ検事京都篇 （2010年・TBS） - 石川良武 役
- 警視庁取調官　落としの金七事件簿（2010年5月29日・テレビ朝日）
- 歌セラ 第3回「避難カラオケ」（2010年10月、TUY・TBC・HBCほか）
- 水戸黄門第42部 (TBS / C.A.L） - 井坂兵馬 役
  - 第11話「大晦日、都で悪の大掃除 -京-」（2010年12月20日）
  - 第16話「一触即発、お家騒動！ -高松-」（2011年2月7日）
- 遺留捜査 第3シリーズ 第3話（2013年5月1日・テレビ朝日） - 新庄彰俊 役
- 花咲舞が黙ってない 第7話（2014年5月28日・日本テレビ） - 阿部祐樹 役
- 水曜ミステリー9「ハガネの警察医」（2015年4月22日・テレビ東京） - 大久保健二 役
- 刑事7人（2017年） ‐ 阿部省吾
- 日曜ワイド「写楽ホーム凸凹探偵団」（2018年3月18日・テレビ朝日） - 黒坂哲也 役
- 大岡越前5 第2話「友情の行方」（2020年1月17日・NHK BSプレミアム / C.A.L） - 吉村 役
- 隕石家族 第7話（2020年5月23日、フジテレビ） - 刑事 役
- 月曜プレミア8 「組織犯罪対策課 白鷹雨音」（2021年） ‐ 四元亮太 役

### 舞台
- 華アワセ（2014年1月21日 - 1月26日、天王洲　銀河劇場）
- 太田道灌（伊勢崎市民ホール）
- もしも、もう一つの人生を見られたら（2014年9月19日 - 9月22日、座・高円寺2）
- 月よりの侍（2015年2月25日 - 3月1日、新宿シアターモリエール）

### 映画
- 壬生義士伝（2003年）
- 禅 ZEN（2009年）
- 釣りキチ三平（2009年）
- なくもんか（2009年）
- 海猿　THE LAST MESSAGE（2010年）
- 海難1890（2015年）
- 君がまた走り出すとき（2019年）
- 川のながれに（2021年） - 飛田秋央 役

### CM・広告
- 東京電話インターネット・「TTNet」（2001年6月26日〜9月25日）
- 郵政事業庁・「かんぽ」（2001年10月1日〜2002年3月31日）
- 日本コカ・コーラ・「Coca-Cola Go!スタジアム篇」（2002年5月〜8月）
- 永谷園・「冷やし烏龍茶づけ」（2005年5月17日〜）
- 永谷園・「おとなのふりかけ」（2008年7月〜）

### PV
- ケツメイシ 「男女6人夏物語」